# Ronnie McDowell
Ronnie McDowell (Fountain Head (Tennessee), 26 maart 1950) is een Amerikaanse countrymuzikant. McDowell werd beroemd met zijn zelf geschreven song The King Is Gone, een tribute voor de kort daarvoor overleden Elvis Presley. Van de song werden meer dan vijf miljoen exemplaren verkocht.

## Carrière
De toentertijd in Portland en heden in Hendersonville wonende muzikant maakte snel duidelijk dat hij geen eendagsvlieg zou zijn. Onmiddellijk volgde zijn tweede hitsingle I Love You, I Love You, I Love You, die ook de pop- en countryhitlijst haalde (#3).
Tussen 1979 en 1986 stond McDowell onder contract bij Epic Records en produceerde verdere hits, die de top 10 haalden. Twee daarvan, Older Woman en You're Gonna Ruin My Bad Reputation plaatsten zich zelfs op de toppositie van de countryhitlijst.
In 1986 wisselde hij naar Curb Records, dat hij tot heden trouw bleef. Daar lukte hem onverwachts een verdere top 10-hit met de single It's Only Make Believe, die hij had opgenomen in een duet met Conway Twitty, die met deze song in 1958 de doorbraak was gelukt. Twee jaar later schreef hij de song You're Never Too Old to Rock'n'Roll, die hij opnam in een duet met Jerry Lee Lewis. 
Ronnie McDowell is nog steeds actief in de muziekbusiness en maakt nog regelmatig tournees met zijn band The Rhythm Kings. Bovendien treedt hij regelmatig op met de oorspronkelijke muzikanten van Elvis Presley, zoals Scotty Moore, D.J. Fontana en The Jordanaires, om de king of rock-'n-roll te eren. McDowell zong bovendien in de door Dick Clark geproduceerde tv-film Elvis, waarin Kurt Russell de King representeert.

## Discografie

### Singles (Country Charts Top 20)
- The King Is Gone (#13)
- I Love You, I Love You, I Love You (#5)
- Here Comes the Reason I Live (#15)
- World's Most Perfect Woman (#18)
- Wanderin' Eyes (#2)
- Older Women (#1)
- Watchin' Girls Go By (#4)
- I Just Cut Myself (#11)
- Step Back (#7)
- Personally (#10)
- You're Gonna Ruin My Bad Reputation (#1)
- You Made a Wanted Man of Me (#3)
- I Dream of Women Like You (#7)
- I Got a Million of 'Em (#8)
- In a New York Minute (#5)
- Love Talks (#9)
- All Tied Up (#6)
- It's Only Make Believe (#8)

- International Standard Name Identifier: 0000 0001 1885 9444
- Library of Congress Control Number: n93112197
- MusicBrainz: a3911c6f-3109-4c1c-960a-dce57b24defc
- Virtual International Authority File: 22333732
- WorldCat: E39PBJgCHTdBBrmTybHtrhtYfq